# 葵花幹子
葵花 幹子（あやか もとこ、1973年（昭和48年11月6日 - ）は、日本の女優。本名、大島 幹子（おおしま もとこ）。
栃木県宇都宮市出身。

## 経歴
1990年新東芸能所属。
1991年JAC（ ジャパンアクションクラブ ）合併により所属となる。
1994年ジャパンアクションクラブ退所。
1995年梅沢武生劇団  （現・ 梅沢富美男劇団）入団。
1997年梅沢武生劇団退団。
2000年アースドリームカンパニー （現・アース・ピクチャーズ ） 所属。
- 芸人のコウメ太夫は梅沢劇団時代の同期である。[7]

## 出演作

### 映画
- おぎゃあ。 （2002年） - ニュースキャスター[8][9][10][11][12]

### Vシネマ
- 大脱獄 （2002年） - 修道女[13]
- 新・ヤンママトラッカー 涙街道・爆走かぐや姫！ （2003年）- ババア（ケイの義母）[14]
- HOKURO ~百発病伝説~ （2003年） - クラブホステス [15]

### テレビドラマ
- 大石内蔵助 冬の決戦  （1991年、NHK）

### ドキュメンタリー・バラエティー
- 光GENJI・忍者・SMAPの今年は羊も空を翔ぶ （1991年、テレビ東京）
- TVムック・謎学の旅 （1991年、日本テレビ）
- ひらけ!ポンキッキ （1991年、フジテレビ）
- 地球発19時 （1991年、TBS）
- ぬくもり旅情 面白列車の旅 （1992年）
- 日ようおひるでござる （1992年、1993年、札幌テレビ）
- ほっとないとHOKKAIDO （1993年、北海道放送）
- あなたは何者？謎の人物・小原庄助さん （1996年、テレビ朝日）

### CM
- 日光江戸村 （1991年）
- 登別伊達時代村 （1993年）
- 伊勢戦国時代村 （1994年）

### 舞台
- 中山昭二座長 公演 （1991年、 北海道厚生年金会館 、登別市民会館） - 新造、芸者
- 梅沢武生劇団特別公演梅沢富美男魅力の総て（1995年~1997年、明治座、中座、本多劇場、他） - 腰元、芸者、花魁、静御前、ダンサー [16]
- 梅沢富美男ディナーショー（1995年、1996年、東京プリンスホテル、他）

### その他
- ジャパンアクションクラブカレンダー （1992年、1994年）
- i Speak 名言・格言・ことわざビデオ （2000年、文部省（現・文部科学省）選定作品）